# Прогресс М-19М
Прогресс М-19М — транспортный грузовой космический корабль (ТГК) серии «Прогресс», запущен к Международной космической станции. 51-й российский корабль снабжения МКС. Серийный номер 419.

## Цель полёта
Доставка грузов на МКС.

## Хроника полёта
- 24.04.2013 — 24 апреля в 14.12 мск со стартового комплекса площадки 1 космодрома Байконур состоялся пуск ракеты космического назначения (РКН) «Союз-У» с транспортным грузовым кораблем (ТГК) «Прогресс М-19М». В соответствии с циклограммой полета космический корабль отделился от третьей ступени ракеты-носителя и выведен на заданную орбиту;
- 24.04.2013 — антенну системы «Курс» ТГК «Прогресс М-19М» во время прохождения над зоной действия наземных наблюдательных пунктов (НИП) не удалось раскрыть ни с первого, ни со второго раза. Пиропатроны, отвечающие за раскрытие антенны, сработали вовремя, однако, антенна не раскрылась полностью. Это не должно повлиять на стыковку ТГК с МКС[2];
- 26.04.2013 — стыковка ТГК «Прогресс М-19М» с МКС к стыковочному узлу агрегатного отсека служебного модуля «Звезда».
- 28.04.2013 — произведён подъём орбиты МКС[3]
- 08.05.2013 — произведён подъём орбиты МКС[4]
- 17.05.2013 — произведён подъём орбиты МКС[5]
- 11.06.2013 — отстыкован от служебного модуля «Звезда» и отправлен в свободный полёт до 19 июня для проведения экспериментов в рамках программы «Радар-Прогресс»[6].
- 19.06.2013 — затоплен в Тихом океане [7]

## Перечень грузов
Суммарная масса всех доставляемых грузов: — около 2700 кг. 800 кг топлива, 26 кг воздуха, 21 кг кислорода, 420 кг воды и 1519 кг экспериментальных аппаратов и запасных частей.

## Фотогалерея

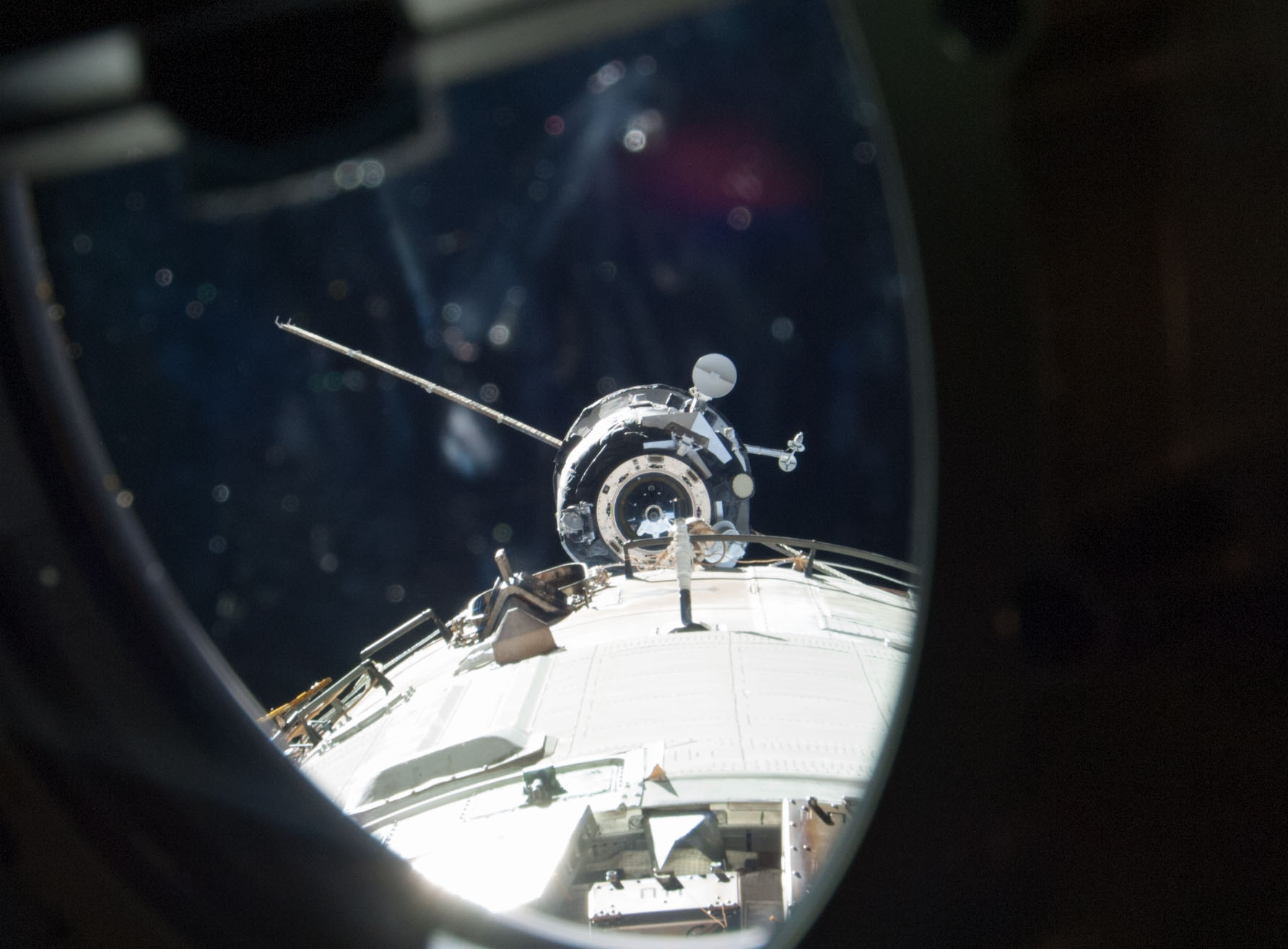
ТГК «Прогресс М-19М» приближается к станции 26 апреля 2013
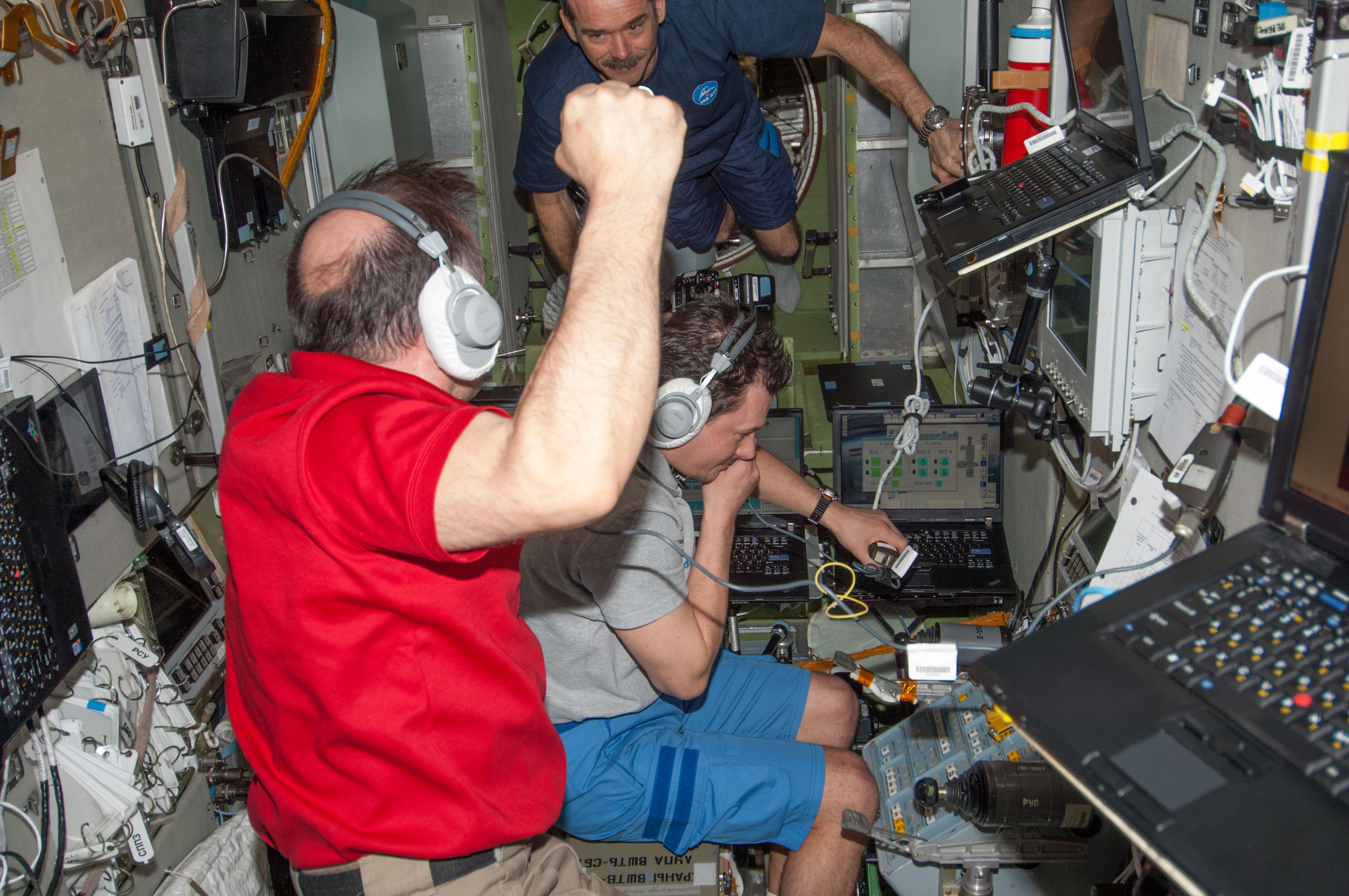
Успешная стыковка ТГК «Прогресс М-19М» с МКС 26 апреля 2013
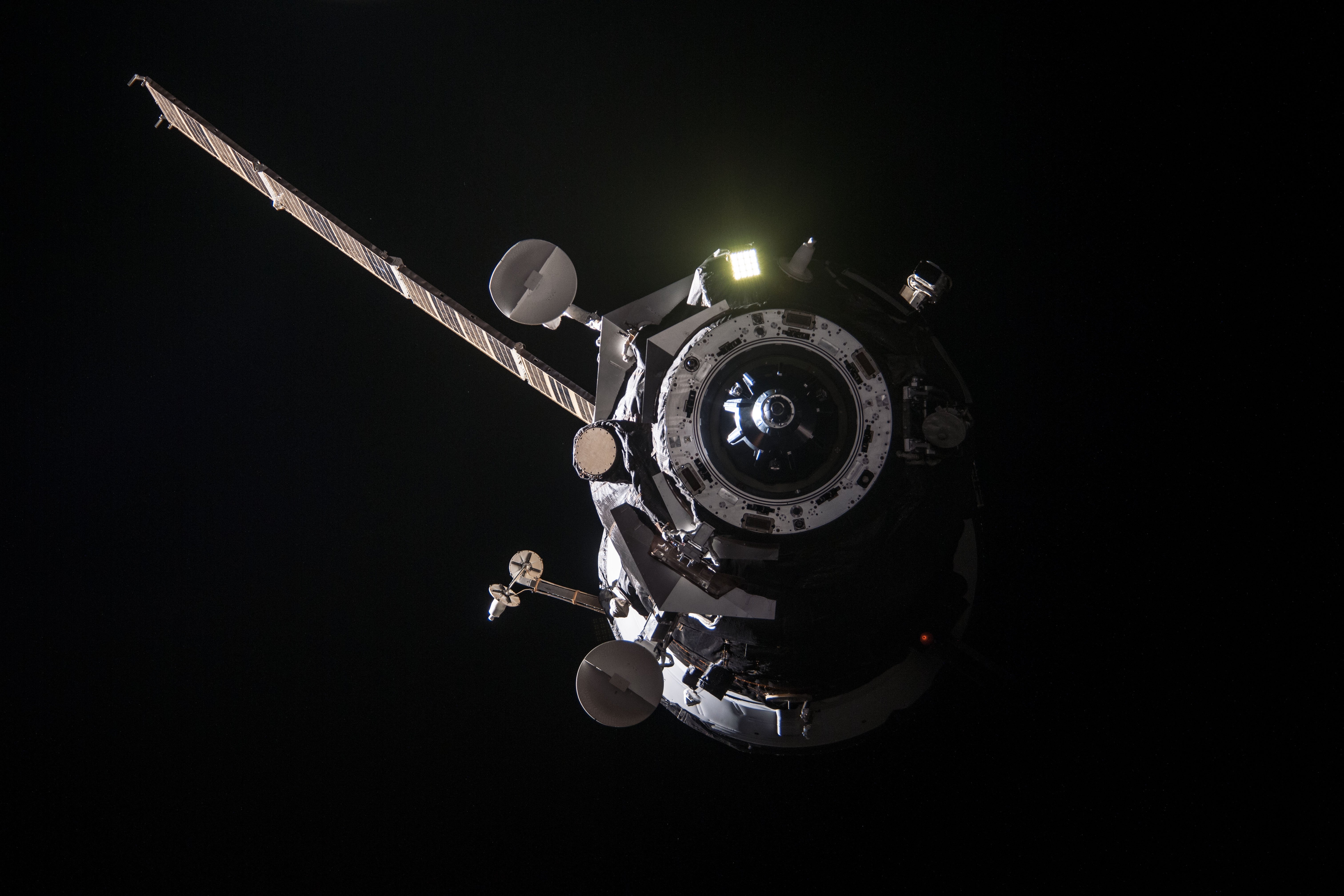
ТГК «Прогресс М-19М» отстыкован от служебного модуля «Звезда» 11 июня 2013
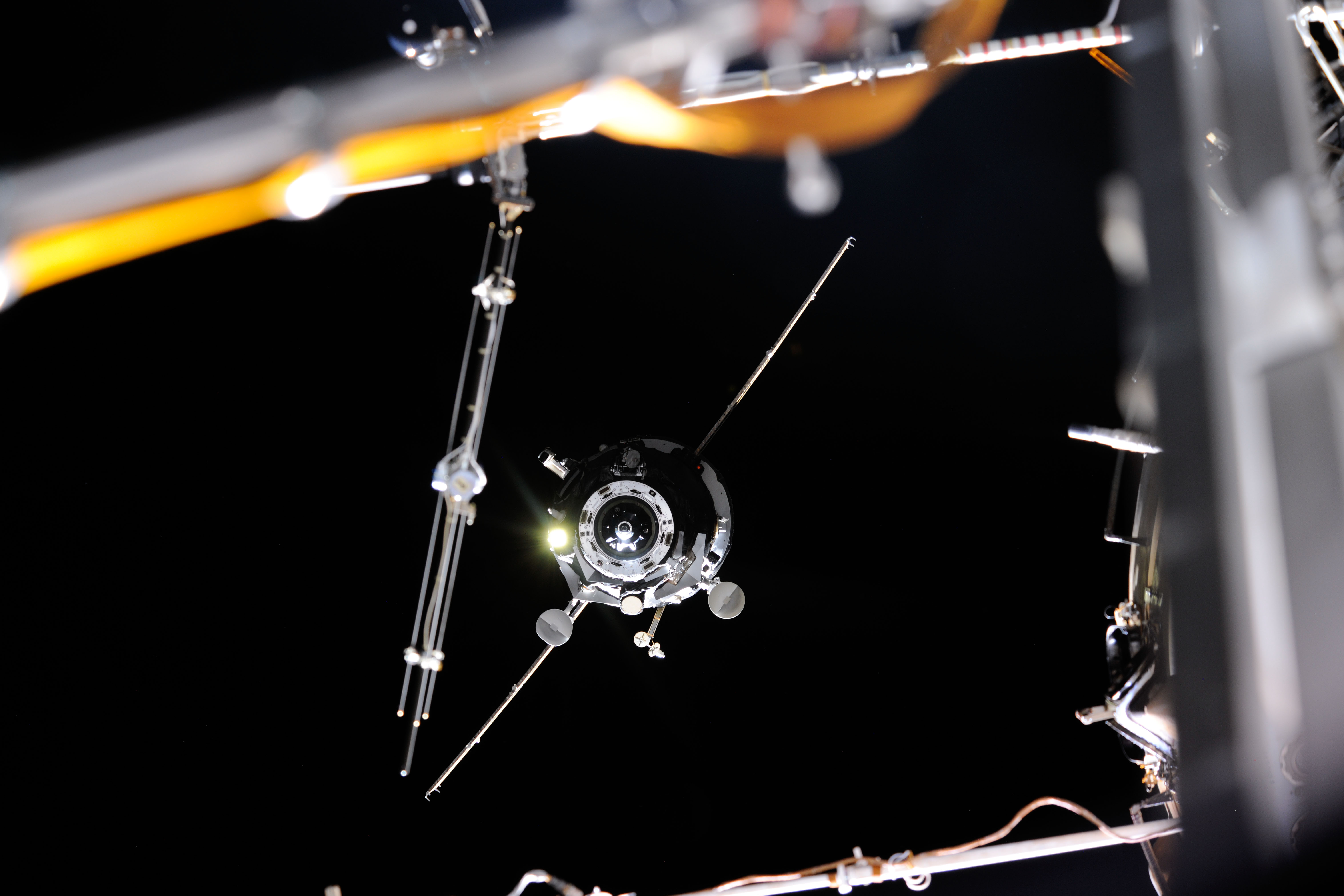
ТГК «Прогресс М-19М» отстыкован от служебного модуля «Звезда» 11 июня 2013